# Geerat J. Vermeij
Geerat J. Vermeij (nacido el 28 de septiembre de 1946 en Sappemeer), es un profesor de geología en la Universidad de California en Davis nacido en Holanda.
Ciego de la edad de tres años, se mudó de Holanda a Nutley (Nueva Jersey) de niño y se graduó en el Colegio de Nutley en 1965. Vermeij Graduó en la Universidad de Princeton en 1968 y recibió su título de doctor en biología y geología de la  Universidad de Yale en 1971.
Es biólogo evolutivo y paleontólogo, estudia moluscos marinos tanto tan fósiles como vivientes.  Comenzó a escribir sobre su hipótesis de la evolución por escalada en la década de 1980. Recibió una Beca MacArthur en 1992.  En el año 2000 Vermeij recibió la medalla Daniel Giraud Elliot de la Academia Nacional de Ciencias de Estados Unidos de América.